# Estación de Brenes
Brenes es una estación ferroviaria situada en el municipio español de Brenes en la provincia de Sevilla, comunidad autónoma de Andalucía. Además, forma parte también de las líneas C-1 y C-3 de la red de Cercanías Sevilla.

## Situación ferroviaria
La estación se encuentra situada en el punto kilométrico 550,1 de la línea férrea de ancho ibérico Alcázar de San Juan-Cádiz, a 32,65 metros de altitud, entre las estaciones de Cantillana y El Cáñamo. El tramo es de vía doble y está electrificado. 

## Historia
La estación fue abierta al tráfico el 2 de junio de 1859 con la puesta en marcha del tramo Lora del Río-Sevilla de la línea que pretendía unir Sevilla con Córdoba. Las obras y la explotación inicial de la concesión corrieron a cargo de la Compañía del Ferrocarril de Sevilla a Córdoba, que se constituyó a tal efecto. En 1875, MZA compró la compañía para unir la presente línea al trazado Madrid-Córdoba, logrando unir así Madrid con Sevilla. En 1941 la nacionalización de ferrocarril de ancho ibérico supuso la integración de esta última en la recién creada RENFE. Desde el 1 de enero de 2005, con la extinción de la antigua RENFE,  el ente Adif es la titular de las instalaciones ferroviarias mientras que Renfe Operadora explota la línea.

## La estación
El edificio para viajeros es un sencillo edificio de base rectangular y planta baja con disposición lateral a las vías. Dispone dos vías principales (vías 1 y 2) y de una vía derivada (vía 3). Varias vías muertas completan la playa de vías. Los cambios de andén, del lateral al central se realizan gracias a un paso subterráneo. La estación conserva su antigua torre de enclavamientos. 

## Servicios ferroviarios

### Cercanías
La estación está integrada dentro de las líneas C-1 y C-3 de la red de Cercanías Sevilla operada por Renfe.
| procedencia/destino | < estación | Línea | estación > | destino/procedencia |
| ------------------- | ---------- | ----- | ---------- | ------------------- |
| Lora del Río        | Cantillana |       | El Cáñamo  | UtreraLebrija       |
| Cazalla-Constantina | Cantillana |       | El Cáñamo  | Sevilla-Santa Justa |